# Salix nasarovii
Salix nasarovii är en videväxtart som beskrevs av A. Skvorts.. Salix nasarovii ingår i släktet viden, och familjen videväxter. Inga underarter finns listade i Catalogue of Life.